# Frank Forde
Francis Michael Forde (Mitchell (Queensland), 18 juli 1890 - Brisbane, 28 januari 1983) was een Australisch politicus. Hij was de 15e premier van Australië en met een termijn van acht dagen de kortst zittende minister-president in de geschiedenis van het land.

## Levensloop
Forde groeide op in een Rooms-katholiek gezin. Hij wad de tweede van zes kinderen en zijn ouders waren Ierse immigranten. Hij volgde een opleiding tot leraar en ging daarna ook in die hoedanigheid aan de slag. In diezelfde tijd werd hij actief bij de Labor-partij. Hij maakte snel carrière binnen de partij. In 1917 nam Forde zitting in het parlement van de deelstaat Queensland. Vijf jaar later maakte hij de overstap  naar het Australisch parlement. Toen Labor in 1929 terugkeerde in de regering  werd hij benoemd tot staatssecretaris van Handel en Douanezaken. Bij de voor Labor dramatisch verlopen parlementsverkiezingen van 1931 was hij een van de weinige partijprominenten die zijn zetel behield. Daardoor klom hij op als tweede man in de partij achter oppositieleider James Scullin. Na diens terugtreden in 1935 stelde Forde zich verkiesbaar voor het partijleiderschap, maar werd met een stem verschil verslagen door John Curtin. 
Als wederom tweede man in de partij schaarde hij zich loyaal achter Curtin en diende vanaf 1941 onder hem als minister van Defensie. In die hoedanigheid vervulde hij een belangrijke rol in de Australische oorlogspolitiek ten tijde van de Tweede Wereldoorlog. Na de onverwachtse dood van Curtin op 5 juli 1945 werd Forde door gouverneur-generaal prins Hendrik, hertog van Gloucester benoemd tot tijdelijk premier. Bij de verkiezingen voor het partijleiderschap werd hij uitgedaagd door Ben Chifley en Norman Makin. Bij die verkiezingen eindigde hij als tweede. Chifley volgde hem op as premier. Als minister van Defensie had Forde veel kritiek te voortduren vanwege de trage demobilisatie van het militaire personeel aan het einde van de oorlog. Labor won de verkiezingen van 1946, maar de minister van Defensie verloor zijn zetel.
Na zijn vertrek uit de landelijke politiek werd hij benoemd tot Australisch ambassadeur naar Canada. Bij zijn terugkeer in Australië in 1953 deed hij een onsuccesvolle gooi om weer terug te keren in het parlement. Twee jaar later keerde hij wel terug in het parlement van Queensland. Twee jaar later vond er een scheuring plaats binnen zijn partij. Mede daardoor verloor Forde zijn zetel. 
Na zijn vertrek uit de politiek zette Forde zich vooral in voor het Rooms-katholieke liefdadigheidswerk. Hij stierf in 1983. Het was op zijn begrafenis dat senator John Button toenmalig Laborleider Bill Hayden liet weten dat hij moest aftreden ten faveure van Bob Hawke. Hayden trad inderdaad af en zijn opvolger zou later gekozen worden als premier.
- Australian Dictionary of Biography: forde-francis-michael-frank-12504
- Gemeinsame Normdatei: 1175991457
- Nationale bibliotheek van Australië: 36589299
- SNAC: w6521cdc
- Trove: 1308434
- Virtual International Authority File: 94991073
- WorldCat: E39PBJmhR78Y6QH9XPHb3cR7pP